# Sunna (bisbe arrià)
Sunna fou bisbe arrià de Mèrida del 582 al 588.
Era got i va ser nomenat per decisió del rei Leovigild el 582.
Va prendre part a la conspiració contra el bisbe catòlic Masona o contra el mateix rei Recared el 588, que fou dominada pel dux de la Lusitània Claudi.
Sunna fou expulsat i va rebre l'oferta de rebre un altre bisbat si es convertia al catolicisme (el bisbat arrià de Mèrida va quedar suprimit i el catòlic ja estava cobert; en tot cas el bisbat ofert no seria metropolità). Sunna s'hi va negar i va ser desterrat, marxant a Mauritània on va propagar l'arrianisme fins a la seva mort violenta, la data de la qual es desconeix (se suposa que fou al voltant del 600).